# Kobilja
Kobilja (szerbül: Кобиља), település Kneževo községben, Bosznia-Hercegovinában, a Bosanska Krajina keleti részén, a Szerb Köztársaságban.

## Fekvése
A település Bosznia-Hercegovina északi részén, Banja Lukától légvonalban 40, közúton 58 km-re délkeletre, községközpontjától légvonalban 6, közúton 9 km-re délkeletre, az Ugar-folyótól északra, az R413 és R440 számú helyi utak között és a Kobiljska reka völgye felett, 750-1120 méteres magasságban található.

## Népessége
| Nemzetiségi csoport | Népesség 1991 | Népesség 2013 |
| ------------------- | ------------- | ------------- |
| Szerb               | 417           | 182           |
| Bosnyák             | 0             | 0             |
| Horvát              | 0             | 0             |
| Jugoszláv           | 0             | 0             |
| Egyéb               | 1             | 0             |
| Összesen            | 418           | 182           |

## Története
A szerb lakosságú település 1878-ig tartozott az Oszmán Birodalomhoz, ekkor a berlini kongresszus határozata alapján az Osztrák-Magyar Monarchia része lett. 1879-ben az első osztrák-magyar népszámlálás során a Jajcai járáshoz és Radohovo községhez tartozó településnek 23 háztartása és 335 ortodox szerb lakosa volt. 1910-ben a Kotor Varoš-i járáshoz és Vlatkovići községhez tartozó településen 45 háztartást és 518 ortodox lakost találtak. A monarchia szétesésével 1918-ban előbb a Szerb-Horvát-Szlovén Királyság, majd 1929-től a Jugoszláv Királyság része lett. Az 1929-es törvény értelmében, amikor Bosznia-Hercegovinát négy banovinára, Drinskára, Vrbaskára, Zetskára és Primorskára osztották, a település a Vrbaska banovina része lett, amelynek székhelye Banja Luka volt. Jugoszlávia megszállása után a Független Horvát Állam (NDH) része lett. A második világháború után 1992-ig a település a szocialista Jugoszlávia keretében a Bosznia-Hercegovinai Népköztársaság része volt. A boszniai háborút lezáró daytoni békeszerződést követő területfelosztásnál a Szerb Köztársaság területéhez került.

## Nevezetességei
- Természeti látványossága a Vranovina-vízesés a Kobiljska-patakon.